# Плопу (Прахова)
Плопу (рум. Plopu) насеље је у Румунији у округу Прахова у општини Плопу. Oпштина се налази на надморској висини од 181 m.

## Становништво
Према подацима из 2002. године у насељу је живело 2344 становника, од којих су сви румунске националности.

### Хронологија
| Година       | 1992 | 1993 | 1994 | 1995 | 1996 | 1997 | 1998 | 1999 | 2000 | 2001 | 2002 | 2003 | 2004 | 2005 | 2006 | 2007 | 2008 | 2009 | 2010 | 2011 | 2012 | 2013 | 2014 | 2015 | 2016 | 2017 |
| ------------ | ---- | ---- | ---- | ---- | ---- | ---- | ---- | ---- | ---- | ---- | ---- | ---- | ---- | ---- | ---- | ---- | ---- | ---- | ---- | ---- | ---- | ---- | ---- | ---- | ---- | ---- |
| Становништво | 2323 | 2291 | 2273 | 2272 | 2256 | 2258 | 2238 | 2245 | 2268 | 2253 | 2275 | 2290 | 2294 | 2302 | 2317 | 2343 | 2364 | 2375 | 2393 | 2392 | 2392 | 2380 | 2370 | 2362 | 2418 | 2412 |